# Félix Arcadio Montero Monge
Félix Arcadio Montero Monge (Santo Domingo (Costa Rica), 1850- Frente a las costas de El Salvador, 5 de junio de 1897) fue un abogado, político y líder gremial costarricense. Último rector de la Universidad de Santo Tomás de Costa Rica, ejerció dicho cargo de forma interina días antes de su clausura.

## Trayectoria política
Al acercarse a los últimos años del siglo, Costa Rica se acercaba igualmente a un cambio profundo en su estructura socio-política, que llevará a la crisis del Estado Liberal y al surgimiento, ya en nuestro siglo del Estado Reformista. El valor histórico de este periodo es que aquí se dan las raíces sociales e ideológicas de esa transformación, que se iniciará con el advenimiento de don Alfredo González Flores al poder en 1914. El mérito histórico de haber lanzado el primer movimiento político de esta naturaleza corresponde al licenciado Félix Arcadio Montero. El partido por él fundado, el partido Independiente Demócrata constituye el primer intento histórico por crear un proyecto político alternativo al proyecto liberal entonces imperante. El Partido Independiente Demócrata es el primer partido popular en Costa Rica, el primer partido ideológicamente definido como una alternativa de poder popular y, en ese sentido, el primer partido socialista de Costa Rica. Esto explica la saña con que lo persiguieron y las circunstancias extrañas en que se produjo su muerte. De la Cruz lo dice en esto términos:
«De ahí que consideremos que el Partido Independiente Demócrata fue el primer partido que aspiró a representar los intereses políticos de la clase obrera costarricense por embrionaria que hubiera sido la organización política de la misma en este periodo. Por lo anterior debe considerarse a Don Félix Arcadio Montero como el gran precursor de la lucha política de clases en nuestro país y como el primer organizador político de la clase obrera costarricense.»
Sin embargo, las opiniones que los historiadores se han formado de este caudillo popular distan mucho de concordar. Ya en vida del mismo Montero sus enemigos lo calificaron de demagogo, y el presidente Iglesias lo trató como a un sedicioso y un criminal expulsándolo del país. Por el contrario, al morir sus adeptos políticos lo calificaron de “adalid de la libertad”, “apóstol de la justicia”, “representante genuino de la democracia y de la clase obrera”. Esta misma división de opiniones ha continuado en la historiografía nacional. En su obra sobre Monseñor Thiel, Monseñor Sanabria cita al historiador Ricardo Fernández Guardia, de tendencia conservadora, quien califica a Félix Arcadio Montero de ser jefe de la tendencia “demagógica”. Este mismo epíteto lo repetirá Sanabria ya por su cuenta propia al decir “Don Feliz Arcadio Montero, precisamente por su demagogia, no era candidato viable”. Esta es, igualmente, la opinión del expresidente Rafael Iglesias al decir de D. Eugenio Rodríguez. Del lado opuesto, otros historiadores tienen de Don Félix Arcadio Montero el más elevado de los conceptos. Así, el propio Eugenio Rodríguez lo califica, si bien en forma genérica junto con otras figuras históricas nacionales, de “figura muy conocida y de mucho prestigio”, e “importante personaje”. El historiador Orlando Salazar lo califica de “gran caudillo popular” o simplemente “gran caudillo”. Sin calificarlo explícitamente, Vladimir de la Cruz en su ya citada obra refleja un alto concepto de Félix Arcadio Montero.
En cuanto a su labor política y su Partido Independiente Demócrata, Eugenio Rodríguez dice lo siguiente:
«Desde el punto de vista de las luchas sociales de la época, y para comprender las fallas del naciente estado liberal, lo más interesante de la campaña política de 1893-1894 es la presencia del Partido Independiente Demócrata, cuyo candidato presidencial, el Lic. Félix Arcadio Montero, adopta una posición definidamente de izquierda; el programa de este partido esta llenó de alusiones a los problemas sociales de la época.»
De la Cruz, por su parte dice lo siguiente:
«Félix Arcadio Montero para la oligarquía era un demagogo, pero en el fondo de tal consigna estaba el ocultamiento claro de su mensaje, que llamaba a la organización de la clase trabajadora, de los jornaleros, de los artesanos o pequeños obreros, como único medio para enfrentar el poder de los ricos. Pues veía la sociedad costarricense dividida en dos grandes clases sociales: la de los chaquetas y la de los levitas, según el tono de sus discursos.»
Si esto fue lo que hizo Félix Arcadio Montero y ésta la imagen que dejó para la posteridad, cabe ahora preguntarnos más específicamente ¿ quién fue Félix Arcadio Montero y cuál su pensamiento o ideología? Será a responder a estas dos preguntas que nos abocaremos en lo sucesivo, para tener una imagen adecuada del aporte a la historia de las ideas en Costa Rica de nuestro autor. Empecemos por la primera cuestión: ¿ quién fue nuestro personaje? ¿Qué datos interesantes de su biografía recoge la historia y merecen ser destacadas para una correcta comprensión de su pensamiento y una adecuada ubicación suya en la historia ideológica de nuestro país? Los datos más salientes de su biografía son los siguientes:
"De inteligencia poco común y deseoso de ilustrarse se matriculó en las clases que la Universidad tenía en la Ciudad de Heredia, recibiendo lecciones de los abnegados maestros don Jacinto Trejos, don Miguel Sáenz y don José Mario Aguilar. En 1867 pasó a la Capital a continuar sus estudios en la Universidad de Santo Tomás, y allí sobresalió entre muchos jóvenes al extremo de que en varias oportunidades recibió menciones honoríficas.
Para poder realizar tales estudios se veía en la necesidad de trabajar. Su esfuerzo no tuvo límites. Afronte con valor todas las dificultades. Ejército la constancia. Así fue formándose su carácter.
En la misma Universidad de Santo Tomás comenzó estudios de Derecho obteniendo el grado de Bachiller en Leyes en 1874. Entre sus compañeros estaban los Licenciados Francisco Cháves Castro, Andrés Venegas, Manuel F. Quirós, Alejandro Castro Carrillo, Pedro Pérez Zeledón y otros más.
Habiéndose trasladado a la República de Guatemala obtuvo en la Universidad de aquel país el grado de Licenciado en Leyes en 1877, incorporándose en nuestro Supremo Tribunal de Justicia el 15 de mayo de ese mismo año.
Poco después fundó su hogar con la señorita Rosa Segura Fonseca.
En el ejercicio de su profesión adquirió alta reputación y su clientela llegó a ser enorme, lo cual le brindó una posición desahogada. Realizó entonces algunos viajes habiendo estado dos veces en Europa.
Allí conoció y se ganó la estimación de muchos hombres ilustres de la primera República Española.
Gran amante de la libertad, desde su juventud se atrevió a protestar en 1881 contra el régimen establecido en el país, y fue entonces enviado a un calabozo del Cuartel de Artillería durante algún tiempo.
En 1886 y 1887 fue elegido miembro de la Dirección de Estudios de la Universidad de Santo Tomás, cumpliendo su cometido con verdadera devoción y siendo tal su interés por el Establecimiento, que se le volvió a nombrar en la misma Dirección en 1888. Triste ano fue éste para la Institución. El Poder Ejecutivo preparaba el plan que habría de enviar al Congreso proponiendo su clausura. El 23 de junio de ese año ocurrió el fallecimiento del Rector, licenciado Ulloa.
Habiendo asumido el Rectorado el primer Director, Doctor Pedro María de León Páez, renunció a ese cargo pocos días después, siendo sustituido por el Licenciado Ricardo Jiménez Oreamuno, Segundo Director.
El Ejecutivo mandó entonces al Congreso el proyecto de supresión de la Universidad. Con el propósito de tomar alguna medida para salvarla, fue convocada la Asamblea de todos los miembros, la cual se reunió el 7 de agosto de ese ano. Los asistentes acordaron presentar al Presidente de la república una exposición pidiéndole respetuosamente retirar del conocimiento del Congreso el Proyecto de supresión de la Universidad. Dicha exposición sería redactada por el licenciado Montero y el profesor don Juan Fernández Ferraz. Ante la sorpresa de los asistentes, el licenciado Jiménez Oreamuno rehusó formar parte de esa comisión y manifestó estar de acuerdo con los planes del Poder Ejecutivo, renunciando al Rectorado de aquella Universidad que ya se desplomaba.
Asumió entonces dicho cargo el licenciado Montero. En su carácter de Rector hizo un esfuerzo supremo para salvar la Institución. Con cuatro compañeros fue a visitar al Presidente de la República llevando la exposición acordada por la Asamblea. Todo fue en vano: la decisión estaba tomada.
El licenciado Montero decidió entonces mover la opinión pública, y en los periódicos de la época publicó muchos artículos defendiendo los derechos del Establecimiento.
La Asamblea General Universitaria se reunió nuevamente el 15 de agosto de 1888, presidida por el licenciado Montero. Era la última vez que habría de celebrarse una reunión de esta clase. Allí se acordó enviar al Congreso una enérgica protesta, firmada por el licenciado Montero y tres compañeros más. Por último, los presentes nombraron como apoderados generales de la Universidad, para que defendiesen los derechos de éstos por los medios legales, a los licenciados Montero y don José Vargas.
La lucha fue completamente inútil, y la Universidad quedó clausurada. Pero desde ese momento, el licenciado Montero se hizo la promesa de luchar por restablecerla.
Vino luego la famosa campaña electoral de 1889, en la que él tuvo una destacada actuación, pues fue uno de los Jefes de Acción del movimiento. Fue allí cuando él se integró definitivamente a la política del país. Pero lo hizo con altura, con patriotismo. "El figuró siempre entre los defensores de las libertades públicas, dice su amigo el licenciado don Alfonso Jiménez Rojas, y luchó valerosamente contra los abusos establecidos a la sombra del Poder. No subordino su amistad al interés político. Le brindaba a quien creta digno de ella. No estaba habituado a la adulación ni la esperaba. La verdad es que no era político de profesión, ni ambicionaba los altos cargos, prebendas u honores, pues poseía lo suficiente para si'.
Electo diputado llegó al Congreso en mayo de 1890. Llevaba grandes planes a realizar.
Era hombre de profundas convicciones liberales, de gran ilustración. Su palabra se alzó en aquel recinto para defender todas las causas nobles, y convenció por su sinceridad y alto patriotismo.
En aquel Congreso obtuvo la derogación de los decretos que habían suprimido la Universidad, y obtuvo la ley que la restablecía en todas sus atribuciones y prerrogativas, mandando se le devolviesen su edificio, su biblioteca, su capital consolidado y sus demás bienes, al mismo tiempo que restablecía en sus funciones a la última Directiva de Estudios y disponía lo conducente a la elección del nuevo Gobierno de la Universidad. Pero el poder Ejecutivo nunca hizo efectiva esa ley, y las cosas siguieron como estaban.
En 1891 propuso la ley de 1 de julio de ese año en virtud de la cual la Escuela de Derecho dejaría de depender de la Secretaria de Instrucción Pública y pasaría a ser dirigida y administrada por el Congreso de Abogados, mientras no entrase a formar parte del organismo General de la Universidad cuando ésta se restableciese.
Propuso la supresión de los privilegios concedidos al Banco de la Unión (hoy Banco de Costa Rica) y que le parecían desmedidos. Presentó un vasto plan que contenía el sufragio directo, la elección popular de los Gobernadores y Jefes Políticos, la supresión de la Comisión Permanente y del Generalato en Jefe en tiempo de paz; la independencia de las Municipalidades y Ja reglamentación racional de la facultad de suspender las garantías individuales.
Pero sus proyectos fracasaron en el Congreso por motivos políticos, los de siempre.
El licenciado Montero llegó a ser considerado como el Jefe de la Oposición. Su actuación brillante y enérgica lo fue cubriendo de prestigio; muchos ciudadanos comenzaron a rodearlo viendo en él un verdadero director de la opinión pública, un inteligente jefe, una lealtad acendrada y un convencido patriota. Así se formó bajo su Jefatura el llamado Partido Independiente Demócrata. 
En 1892 se agravó el problema político nacional. Un ciudadano que poco antes había sido expulsado del país por el Presidente de la República, decidió acusar a este alto funcionario ante el Congreso. Y como el mandatario se negase a enviar al Congreso unas pruebas documentales, esa Asamblea dispuso darle un voto de censura, y clausuró sus sesiones el 25 de julio de 1892. Pocos días después, el presidente declaró disuelto el Congreso.
La actitud posterior del licenciado Montero, enfrentándose a ciertas disposiciones del Poder Ejecutivo, le valió ser encarcelado en 1893 en uno de los calabozos del entonces Palacio Presidencial.
La popularidad del licenciado Montero había llegado a ser enorme, y en la lucha electoral de 1894 fue postulado como candidato a la presidencia de la República. Gran número de votos obtuvo en las urnas electorales, pero no los Suficientes para obtener la victoria.
Deseoso de retirarse de las actividades políticas, y muy poderosas razones tenía para ello, comenzó a formar una finca de café en la región de Naranjo de Alajuela. Tenía intenciones hasta de abandonar su profesión, para dedicarse definitivamente a la agricultura. Ni siquiera deseaba venir a la Capital.
En septiembre de 1894 ocurrió un hecho del cual se han dado distintas versiones. Después de una revista militar, hubo un atentado contra el Presidente de la República. «Lo que ocurrió ese día [dice el licenciado Jiménez Rojas], no ha sido esclarecido aún a satisfacción de los imparciales.» Ese hecho se atribuyó a los partidarios del Licenciado Montero y se dispuso apresarlo. Avisado oportunamente pudo esconderse durante algún tiempo, pero la traición lo vendió y fue hecho preso en las vecindades de la ciudad de Grecia. En la cárcel pública de San José estuvo preso casi un año, desde diciembre de 1894 hasta noviembre de 1895.
Largos meses fueron de martirio. Dícese que fue "encerrado en una jaula de hierro destinada a los que llaman grandes criminales confundido con los presos comunes, ultrajado por sus guardianes". Se abrió un proceso acusándole de perturbador del orden público y de complicidad en el atentado. En vano mostró él la falsedad de los cargos La sentencia fue al fin dictada, y era seis años de destierro.
El 18 de noviembre de 1895 fue puesto en el tren que lo conducirla al puerto de Limón, y se le permitió llevar a su familia. Primeramente pasó a Kingston, Jamaica, y luego decidió irse para Europa. En la travesía enfermó la menor de sus niñitas; murió y el océano fue su sepultura. Con el espíritu contristado se radicó en España.
Pero su pensamiento no se separó un momento de su querida Costa Rica. La nostalgia de su tierra ausente lo hizo pensar en trasladarse al Salvador para estar más cerca de ella. Se embarcó en Barcelona, vino a Panamá, atravesó el istmo y tomó pasaje en el vapor Acapulco. Terrible viaje. A la altura de las costas de nuestro país enfermó violentamente y de gravedad. Por última vez vio de lejos las costas de su patria por cuyo engrandecimiento había luchado y sufrido el martirio. Comprendiendo su próximo fin llamó a sus hijos, niños aún, y les dejó como herencia el perdón, nada de venganzas, nada de rencores. El cinco de junio de 1897 en alta mar, sus ojos se cerraron para siempre. Tras la ceremonia de costumbre, envuelto en los colores de una bandera, fue arrojado al mar el mismo día, marcando el barco como posición de esta inesperada tumba, doce grados (12g), veinte y seis minutos, latitud Norte y 87 15' longitud Oeste. "Su cuerpo bajó al profundo e inmenso Océano pacífico, digno sepulcro de aquella energía nunca domada".
Pasando a la segunda cuestión referente al pensamiento ideológico de Félix Arcadio Montero, transcribiremos a continuación el texto integral de los documentos básicos de su movimiento político, a saber, Las bases políticas del Partido Independiente Demócrata, Los Estatutos del Partido Independiente Demócrata y, finalmente el Programa de gobierno del Candidato presidencial Lic. Félix Arcadio Montero para la campana electoral de 1893, tomados del texto original aparecido en la prensa de su partido de la época.
Queremos hacer notar la seriedad y cuidado del Lic. Montero y su partido en materia organizativa interna, en cuanto al enunciado de sus principios ideológicos y programáticos. Si bien el programa acusa en términos generales un agudo principismo y falta de abordar una mayor cantidad de problemas específicos, no deja de llamar la atención la firmeza, claridad, convicción con que son expuestos y defendidos dichos principios. Mucho de su concepción se inspira en los ideales de la Revolución Francesa, mencionando incluso literalmente los ideales de Libertad, Igualdad y Fraternidad.
Félix Arcadio Montero fue iniciado en la Francmasonería regular, como muchos intelectuales y personajes de su época,y su influencia es muy evidente en su discurso cívico y patriótico. Contribuyendo a formar las primeras asociaciones gremiales de trabajadores y artesanos, junto al sacerdote y fundador de la Francmasonería regular, Presbítero Francisco Calvo (Capellán del Ejército de la Campaña Nacional de 1856 y 1857 y amigo de Juan Rafael Mora Porras). 
Los contenidos políticos y las preocupaciones de índole económico-social de Félix Arcadio Montero, expresan una concepción ideológica y un discurso político, muy elaborados. La concepción filosófica subyacente, expresa una adhesión no sólo a las concepciones políticas del Liberalismo político, sino al Humanismo y al pensamiento democrático radical, popular y progresista de su época, pero no a sus concepciones filosóficas.
Llama la atención que, en un momento en que la pugna entre la Iglesia y los liberales tradicionales está al rojo vivo, el partido Independiente Demócrata expresa más bien tolerancia con en el tema religioso cuando dice: "La moral cristiana, en fin, en su pura y genuina expresión, como base civilizadora de las sociedades modernas".
Esto hace decir a uno de los historiadores que: "Los liberales olímpicos no consideraban a Félix Arcadio Montero uno de los suyos, todo lo contrario, veían en él un representante de los descamisados y no le tenían simpatías por no ser anticlerical... Los monteristas criticaban poco a la Unión Católica porque la consideraban un partido popular además porque estaban convencidos de que los enemigos del pueblo no estaban en el clero sino en las clases poderosas". 
Otro aspecto sobresaliente es la lucha contra el militarismo (reducto liberale instrumento oligárquico de control social); hasta el punto de proponer la supresión del Ejército en tiempos de paz y el carácter civil de la policía.
```
La pureza electoral y garantías para una justicia real afloran como puntos centrales de las inquietudes monteristas. Desde el punto de vista social, se destaca la lucha contra los privilegios odiosos, el control por parte del Estado de las fuentes de crédito mediante un control estatal del Banco de Costa Rica y la creación de un Banco Hipotecario al servicio de los pequeños y medianos agricultores. No se habla con claridad, de leyes sindicales y otras garantías sociales para los trabajadores, señas de que el movimiento obrero es todavía muy débil. Sin embargo, él junto al Presbítero Francisco Calvo ayudan a crear las primeras asociaciones gremiales. 
```

Tuvo una destacada participación en el movimiento cívico del 7 de noviembre de 1889, para defender el resultado de los comicios electorales que después de ciertos arreglos le gajes, dieron la victoria al conservador moderado Licenciado José Rodríguez Zeledón.
```
Fue elegido diputado del Congreso Constitucional para la legislatura 1890-1892, luchó por el restablecimiento de la 
Universidad de Santo Tomás de Costa Rica
 logrando que el mismo Congreso aprobara un decreto para tal fin que luego fue archivado. Sin embargo, originó un movimiento a favor de la apertura de una centro de estudios superiores que culminó con la apertura de la 
Universidad de Costa Rica
 en 1940.
```

Montero también participó en las elecciones de 1894 como candidato del Partido Independiente Demócrata, que representaba los intereses de los sectores gremiales y de las clases populares del país, pero fue derrotado por su principal contendiente, el yerno del Presidente Rodríguez, Rafael Iglesias Castro, quien ocupó la silla presidencial costarricense durante ocho años y gobernó con marcado autoritarismo.
Se retiró de la vida pública para dedicarse al cultivo del café en la localidad de Naranjo, provincia de Alajuela.
Partió exiliado junto con su familia a Europa en 1895 al acusársele injustamente, de participar en un atentado contra la vida del presidente Rafael Iglesias Castro en septiembre de 1894. Falleció mientras se dirigía en alta mar, hacia El Salvador donde pretendía radicarse tras regresar del exilio de Europa.
Una de las escuelas primarias de Santo Domingo (Costa Rica) fue bautizada en su honor.